# Lancia Delta
Der Lancia Delta ist ein nicht mehr produzierter Pkw des italienischen Automobilherstellers Lancia. Von ihm entstanden drei Generationen. Die erste Generation wurde von Herbst 1979 bis Anfang 1994 gebaut (interne Bezeichnung: Lancia 831ABO). Auf dem Serienmodell basierten mehrere Motorsportversionen, mit denen Lancia in den späten 1980er- und frühen 1990er-Jahren unter anderem die Rallye-Weltmeisterschaft dominierte. Von Frühjahr 1993 bis Sommer 1999 wurde eine zweite, als Nuova Delta bezeichnete Generation (intern: Lancia 836) hergestellt. Nach nahezu zehnjähriger Pause erschien 2008 die dritte Generation (Typ 844), die in einigen Ländern unter dem Modellnamen Chrysler Delta verkauft wurde. Die Technik aller drei Generationen war eng mit der zeitgenössischer Fiat-Modelle verwandt.
2028 möchte Stellantis den neuen Delta auf den deutschen Markt bringen.

## Delta I (Typ 831, 1979–1994)
Der auf der IAA 1979 in Frankfurt vorgestellte Lancia Delta (Werkscode: Tipo 831) wurde ab 1974 zur Abrundung des Lancia-Sortiments nach unten entwickelt. Ab November 1979 stand der Wagen bei den Händlern. Die erste Baureihe des Delta war sehr erfolgreich und wurde von der internationalen Presse zum Auto des Jahres 1980 gewählt. In Schweden und Dänemark wurde der Delta als Saab Lancia 600 verkauft. 
Der Delta I basiert technisch auf dem Fiat Ritmo, von dem Bodengruppe und Motoren entlehnt wurden. Die hintere Einzelradaufhängung des Delta wurde allerdings wie beim Beta und Gamma als Camuffo-Hinterachse konstruiert und auch in anderen Konzernmodellen eingebaut. Die von Giorgetto Giugiaro entworfene Karosserie, deren Form eine Weiterentwicklung des Show Cars Maserati Medici II war, war aufwändig konstruiert. So bestanden etwa die Stoßfänger vorne und hinten aus glasfaserverstärktem Polyester statt einfachem thermoplastischen Kunststoff, der beim Ritmo zum Einsatz kam. Die Serienausstattung des Delta war mit Heckscheibenwischer, von innen einstellbaren Außenspiegeln, dreistufigen Scheibenwischern und einem verstellbaren Lenkrad für ihre Zeit sehr umfangreich. Die Motorenpalette wurde schrittweise ausgebaut. Anfänglich waren lediglich zwei Motorisierungen verfügbar: je ein Vierzylindermotor 1301 cm³ mit 55 kW (75 PS) und 1498 cm³ mit 63 kW (86 PS). Im November 1982 kam die erste sportlichere Version auf den Markt, der GT mit 1,6-l-Motor und 77 kW (105 PS). Mit einer Überarbeitung im Frühjahr 1986 wurde diese durch den GT i. e. mit 79 kW (108 PS; mit Katalysator 66 kW/90 PS) ersetzt, der auf dem erfolgreichen, von Aurelio Lampredi konstruierten Twin-Cam-Motor basierte. Im Herbst 1983 debütierte als nochmals stärkeres der Delta HF Turbo mit dem 1,6-l-Motor auf Fiat-Basis, der mit einem Garret-T3-Turbolader ausgerüstet war und in der Vergaserversion 96 kW (131 PS) leistete. Im Herbst 1986 kam dann der Delta HF 4WD mit permanentem Allradantrieb, Ferguson-Viskokupplung  und Torsen-Ausgleichsgetriebe auf den Markt. Diese Version wurde von einem 1995 cm³ großen Vierzylindermotor aus dem Lancia Thema angetrieben, die 121 kW (165 PS) leistete. Weiterentwicklungen dieser Variante sind der Delta HF Integrale (1987), der Delta HF Integrale 16v (1989) und der Delta HF Integrale Evoluzione (1991). Diese hoch motorisierten Varianten des Delta wurden jeweils nur in geringen Stückzahlen produziert. Die Motorsporterfolge der abgeleiteten Wettbewerbsmodelle wie Delta S4 und Evoluzione, mit denen Lancia unter anderem sechsmal in Folge die Rallye-Weltmeisterschaft gewann (1987 bis 1992), wirkten aber anhaltend verkaufsfördernd für die einfacher motorisierten Serienversionen, die sich bis in die frühen 1990er-Jahre hinein gut absetzen ließen.
Anfänglich wurde der Delta im Fiat-Stammwerk Lingotto gebaut, da es damals freie Kapazitäten hatte und das Lancia-Werk in Chivasso mit der Produktion des Beta ausgelastet war. Nachdem Lancia Ende 1981 die Produktion der Beta Berlina eingestellt hatte, wurde die Fertigung des Delta ins Lancia-Werk Chivasso verlegt; dadurch erhöhte sich die Fertigungsqualität deutlich.
Auf der Basis des Lancia Delta 831 entstanden einige Sondermodelle, darunter der Lancia Hyena mit einer von Zagato entworfenen Karosserie.

## Delta II (Typ 836, 1993–1999)
Im Frühjahr 1993 präsentierte Lancia die zweite Generation des Delta, die intern den Werkscode Tipo 836 trägt auch als Nuova Delta oder Delta II bezeichnet wird. Der neue Delta basiert auf Fiats Tipo-Due-Plattform und ist unter anderem mit dem Fiat Tipo, dem Alfa Romeo 145/146 und der Stufenhecklimousine Lancia Dedra verwandt. 
Das Karosseriedesign hatte das Turiner I.DE.A Institute unter der Leitung von Ercole Spada in Zusammenarbeit mit dem Centro Stile Lancia entwickelt. Der Nuova Delta zeigte in einigen Details deutliche Ähnlichkeiten mit dem 1983 eingestellten Alfa Romeo Alfasud, als dessen Wiederbelebung er wahrgenommen wurde. Zu Beginn war der Delta ausschließlich als Fünftürer erhältlich. Eine dreitürige Version, die die an den Lancia Beta erinnernde Bezeichnung HPE erhielt, war ab Sommer 1995 lieferbar. Zu den Modelljahren 1996 und 1998 nahm Lancia jeweils kleinere Facelifts vor, die vor allem die Lackierungen betrafen.
Als Motorisierung kamen ausschließlich Reihenvierzylinder aus dem Fiat-Programm zum Einsatz. Auf den meisten Märkten reichte die Spannweite der Ottomotoren von 1,6 Liter bis 2,0 Liter Hubraum mit einer Leistung von 55 kW (75 PS) bis 142 kW (193 PS). Alle Modelle hatten ausschließlich Frontantrieb. Außerdem war ein Turbodiesel mit 2,0 Liter Hubraum im Angebot, der sich vor allem in Südeuropa gut verkaufte.
Eine Sonderstellung nehmen die betont sportlichen HF-Versionen ein, die von 1993 bis 1996 als Fünftürer und von 1996 bis 1999 als Dreitürer verkauft wurden. Sie werden jeweils von einem 2,0 Liter großen Reihenvierzylindermotor mit 16 Ventilen und einem Turbolader angetrieben. Die HF-Motoren sind mit einem Overboost ausgerüstet, der unter Volllast kurzzeitig den Ladedruck des Turboladers erhöht, sodass das Drehmoment um etwa 10 % wuchs. In der ersten Version beträgt die Motorleistung 137 kW (186 PS), ab 1996 wurde sie auf 142 kW (193 PS) erhöht. Alle HF-Versionen haben ein Sperrdifferential und elektrisch verstellbare Stoßdämpfer vorn. In sieben Jahren entstanden insgesamt 5600 Delta HF. Ungeachtet der hohen Motorleistung kam die HF-Version des Nuova Delta – anders als das Vorgängermodell – nicht bei Motorsportveranstaltungen zum Einsatz.
In seinem ersten Produktionsjahr lief der Delta Nuova bei Alfa Romeo im süditalienischen Pomigliano d’Arco vom Band, bevor die Fertigung 1994 zu Fiats Turiner Rivalta-Werk verlegt wurde. Im August 1999 wurde die Produktion eingestellt, nachdem etwa 137.000 Autos gebaut worden waren. Zunächst gab es für den Delta keinen direkten Nachfolger.

## Delta III (Typ 844, 2008–2014)
Auf dem Genfer Auto-Salon 2008 wurde die dritte Generation des Lancia Delta (Baureihe 844) vorgestellt, die dann im September auf den europäischen Markt kam. Sie nutzte die gleiche Bodengruppe wie die eineinhalb Jahre zuvor präsentierte zweite Generation des Fiat Bravo, hatte aber stilistisch keinerlei Ähnlichkeit zum Fiat. Allerdings handelte es sich nicht mehr um einen Wagen der Kompaktklasse, sondern der Mittelklasse. Mit Ausmaßen von 4,52 m Länge, 1,80 m Breite, 2,70 m Radstand (identisch mit der Lancia-Kappa-Limousine) und 1,50 m Höhe bot der Delta einen größeren Innenraum als der Lybra SW (Kombi), dem er indirekt nachfolgte. 
Der Delta war für eine breite Palette turbogeladener Otto- und Dieselmotoren mit einem Leistungsspektrum von 88 kW bis 150 kW ausgelegt: 1.6 M-Jet mit 88 kW (120 PS), 1.9 M-Jet mit 140 kW (190 PS), 1.4 T-Jet mit 88 kW (120 PS), 1.4 T-Jet mit 110 kW (150 PS). Seit Februar 2009 war auch ein 1.8 DI T-Jet mit 147 kW (200 PS) lieferbar. Mitte 2010 wurde der 110 kW (150 PS) starke 1.4-T-Jet-Motor durch eine neue MultiAir-Maschine mit 103 kW (140 PS) ersetzt. Die Dieselmotoren erfüllten schon zum Serienstart die Euro-5-Norm. Die Kraftübertragung übernahmen manuelle oder automatisierte Sechsganggetriebe, bzw. Automatikgetriebe. Das Fahrwerk ermöglichte laut Lancia dank elektronischer Dämpferregelung ein sportliches Handling bei klassenüblichem Komfort. Der Innenraum war hochwertig ausgestattet; teilweise wurden Bezüge aus Alcantara und Leder verwendet.
Im Juli 2011 wurde der Delta einem Facelift unterzogen, das hauptsächlich das äußere Erscheinungsbild betraf. Mit dem Querrippen-Kühlergrill hatte er nun eine an das Markengesicht angepasste Front. In der besonders hochwertigen Executive-Ausstattung wurde der Wagen auch von Politikern in Italien benutzt. Im Januar 2014 wurde die Motorenpalette des Delta stark eingeschränkt, wodurch nur noch der 120 PS starke 1,6 l-Diesel erhältlich war. Außerdem reduzierten sich die Ausstattungsversionen. Ende 2014 wurde die Produktion des dritten Delta eingestellt. Ein Nachfolger ist vorerst nicht in Planung.
In den USA und auf den britischen Inseln wurde das Auto mit einer abgewandelten Kühlermaske zeitweise als Chrysler Delta verkauft.